# Ratchet & Clank: Size Matters
Ratchet & Clank: Size Matters er et third-person skyde- og platformspil fra 2007, udviklet af High Impact Games og udgivet af Sony Interactive Entertainment til PlayStation Portable. Det er en spin-off af Ratchet & Clank-serien og er det første spil i serien, der blev udgivet til en håndholdt spilkonsol. Udvikleren High Impact Games bestod af tidligere medarbejdere fra seriens skaber, Insomniac Games. En port til PlayStation 2 blev udgivet det følgende år.

## Udvikling og udgivelse
High Impact Games, som bestod af tidligere medarbejdere fra Insomniac Games, udviklede Ratchet & Clank: Size Matters som deres første titel. Spillet blev afsløret ved E3 2006 pre-showet. Det tog omkring 18 måneder at udvikle Size Matters fra bunden.
Ratchet & Clank: Size Matters blev udgivet til PSP den 13. februar 2007. I efteråret 2008 begyndte Sony at inkludere det i PSP hardware-bundles.
I marts 2008 blev spillet portet til PlayStation 2 på grund af stor efterspørgsel fra fans. Denne port fjerner online multiplayer, men forbedrer grafikken og kontrolsystemet.
Den 16. juli 2024 blev PSP-versionen genudgivet til PlayStation 4 og 5. Det er en emuleret version, der tillader forbedret grafik, tilpassede kontroller og trofæer.